# Sant’Andréa-d’Orcino
Sant’Andréa-d’Orcino (korsisch Sant' Andrea d'Urcinu; italienisch Sant'Andrea d'Orcino) ist eine Gemeinde auf der französischen Mittelmeerinsel Korsika. Sie gehört zum Département Corse-du-Sud, zum Arrondissement Ajaccio und zum Kanton Sevi-Sorru-Cinarca.

## Geografie
Die Gemeinde grenzt im Westen ans Mittelmeer. Nachbargemeinden sind Casaglione im Nordwesten, Sari-d’Orcino im Nordosten, Cannelle im Osten, Valle-di-Mezzana im Südosten und Calcatoggio im Südwesten.

## Wirtschaft
Sant’Andréa-d’Orcino ist eine der 36 Gemeinden mit zugelassenen Rebflächen des Weinbaugebietes Ajaccio.

## Bevölkerungsentwicklung
| Jahr      | 1962 | 1968 | 1975 | 1982 | 1990 | 1999 | 2008 | 2012 |
| --------- | ---- | ---- | ---- | ---- | ---- | ---- | ---- | ---- |
| Einwohner | 128  | 103  | 86   | 76   | 69   | 71   | 74   | 75   |